# Douglas C-124 Globemaster II
Douglas C-124 Globemaster II, biệt danh "Old Shaky", là một loại máy bay vận tải hạng nặng chế tạo bởi hãng Douglas Aircraft Company ở Long Beach, California.

## Biến thể

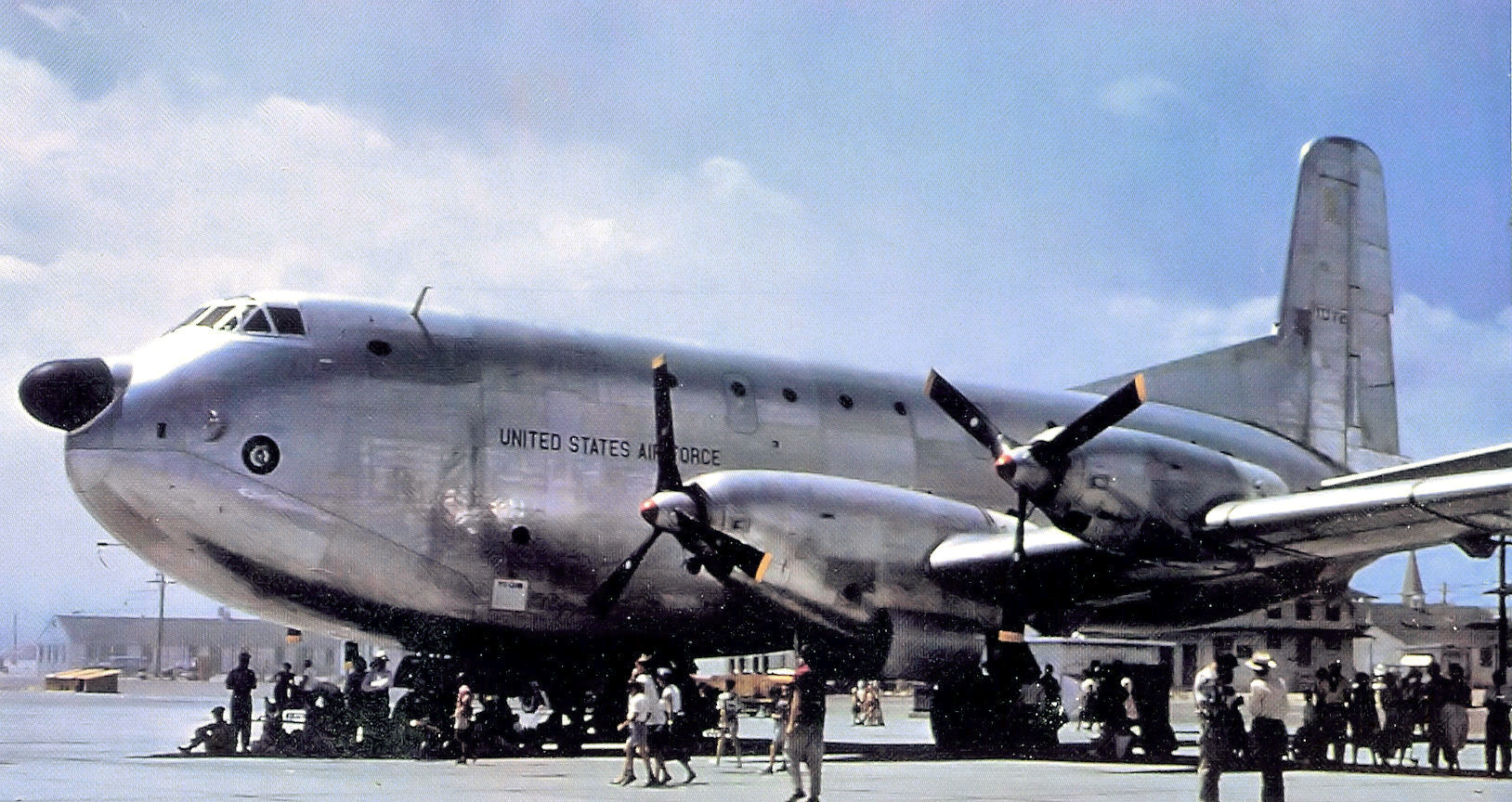
YC-124B-DL lắp 4 động cơ turboprop Pratt & Whitney YT-34-P-6.

YC-124
YC-124A
C-124A
YC-124B
C-124C

## Quốc gia sử dụng
Hoa Kỳ
- Không quân Hoa Kỳ
- Bộ chỉ huy Hậu cần Không quân
- Bộ chỉ huy Không quân Chiến lược
- Binh chủng Vận tải không quân quân đội / Bộ chỉ huy Cầu hàng không quân đội
- Không quân Cảnh vệ quốc gia
- Không quân dự bị

## Tính năng kỹ chiến thuật (C-124C Globemaster II)
Dữ liệu lấy từ McDonnell Douglas Aircraft since 1920
Đặc điểm tổng quát
- Tổ lái: 5
- Chiều dài: 130 ft 5 in (39,76 m)
- Sải cánh: 174 ft 11⁄2 in (53,09 m)
- Chiều cao: 48 ft 31⁄2 in (14,72 m)
- Diện tích cánh: 2.506 ft² (232,9 m²)
- Trọng lượng rỗng: 101.165 lb (45.984 kg)
- Trọng lượng có tải: 185.000 lb (84.090 kg)
- Trọng lượng cất cánh tối đa: 194.500 lb (98.409 kg)
- Động cơ: 4 × Pratt & Whitney R-4360-63A "Wasp Major", 3.800 hp (2.834 kW)  mỗi chiếc

 Hiệu suất bay 
- Vận tốc cực đại: 304 mph (264 kn, 489 km/h) trên độ cao 20.800 ft (6.340 m)
- Vận tốc hành trình: 230 mph (200 kn, 370 km/h)
- Tầm bay: 6.820 mi (5.930 nmi, 10.975 km)
- Trần bay: 21.800 ft (6.645 m)
- Vận tốc leo cao: 760 ft/phút (3,9 m/s)

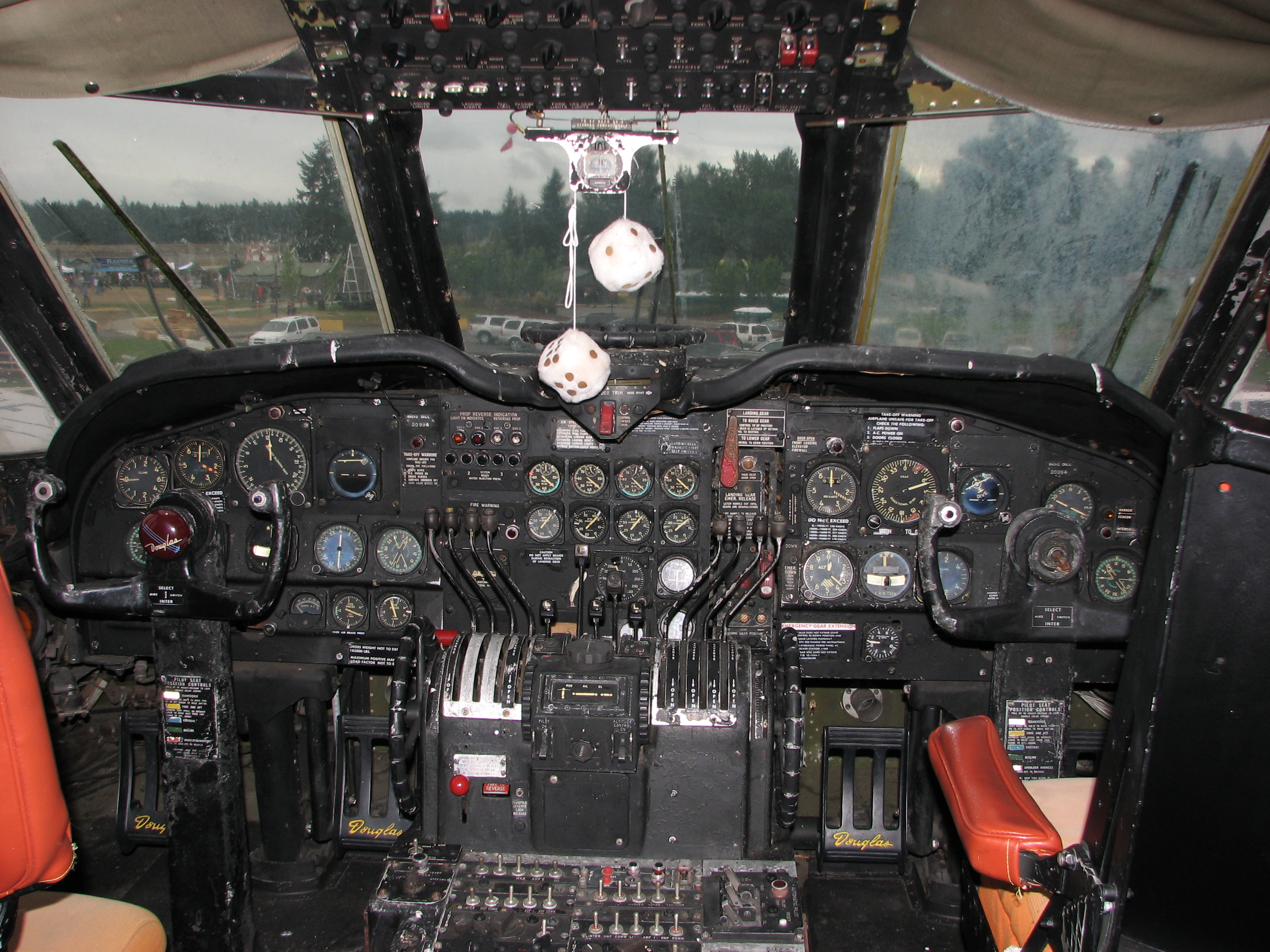
Buồng lái C-124 trưng bày tại Bảo tàng hàng không McChord, McChord AFB, WA.
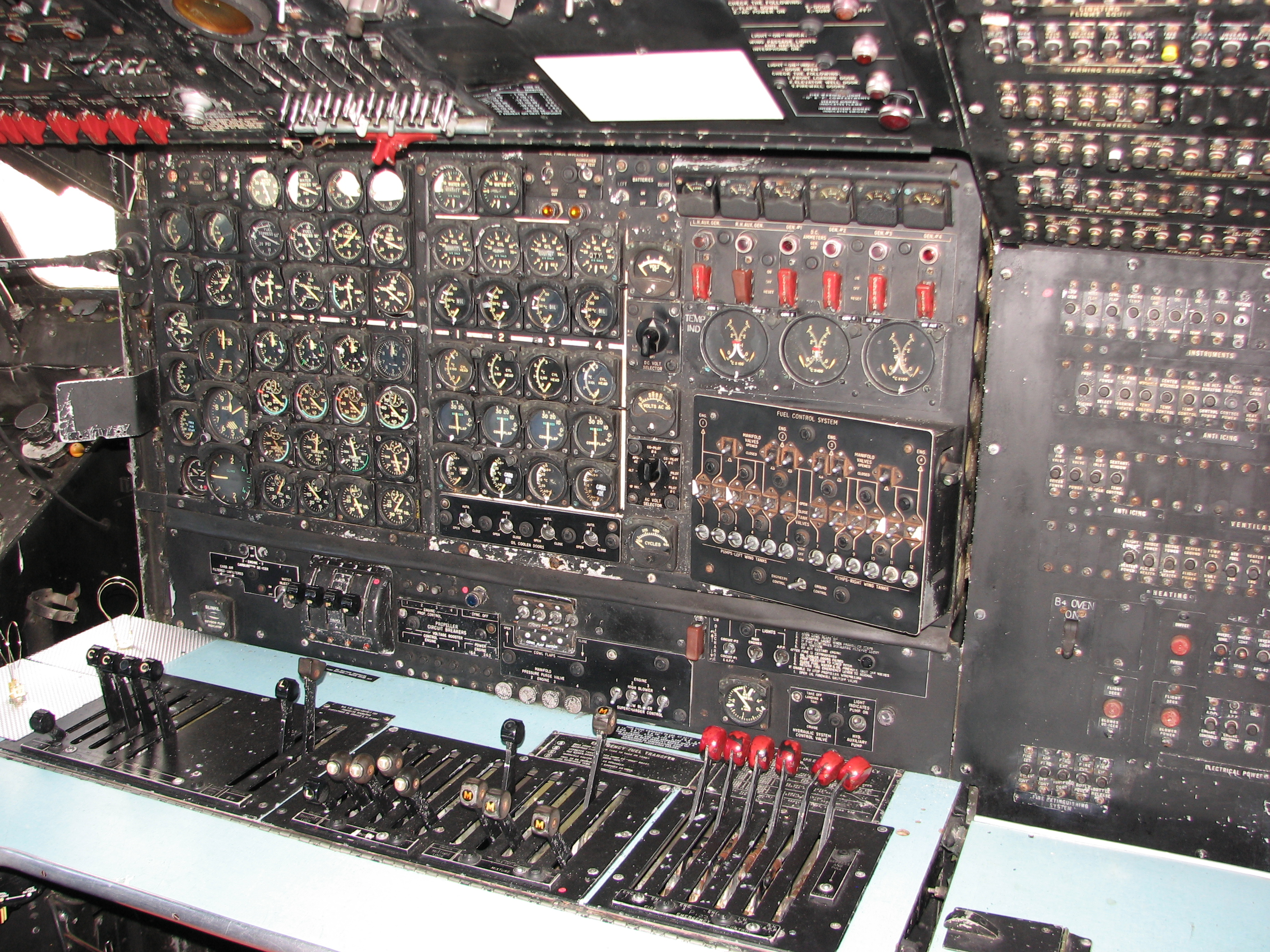
Flight engineer's station of a C-124.
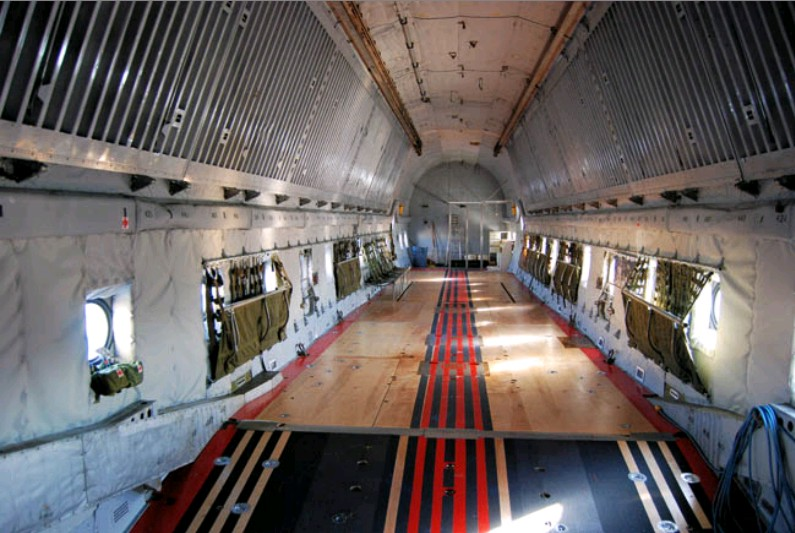
C-124A cargo deck.